# Pyreferra graefiana
Pyreferra graefiana är en fjärilsart som beskrevs av Augustus Radcliffe Grote 1874. Pyreferra graefiana ingår i släktet Pyreferra och familjen nattflyn. Inga underarter finns listade.